# Konjuh
Konjuh (v srbské cyrilici Коњух) je pohoří v severní části Bosny a Hercegoviny. Nachází se v severovýchodní části země, poblíž měst Banovići a Tuzla. Její nejvyšší vrchol stejného názvu má nadmořskou výšku 1328 m n. m., další vrcholy mají výšku nad 1000 m. 
Oblast pohoří je zalesněná a vymezuje jí na západě řeka Krivaja a na východě řeka Gostelja. Pohoří je součástí řetězce hor, které se nacházejí na severnějším okraji Dinárských pohoří v jejich přechodu směrem k Panonské nížině. 
Z pohoří vytéká řeka Oskova. V hlubokých lesích se nacházejí různé jeskyně. V pohoří se nachází velké množství náhrobních kamenů, tzv. stećků. 